# 代田町
代田町（だいだちょう）は、愛知県豊川市にある地名。現行行政地名は代田町一丁目及び代田町二丁目。

## 地理
豊川市の中央部に位置し、東は新道町、西と南は蔵子、北は諏訪西町に接している。

## 歴史

### 沿革
- 1960年（昭和35年）2月21日 - 牛久保町（新道・低海・御馬道・白川・奥代田・蔵子堺）の一部より、代田町一〜二丁目が成立[1]。

## 世帯数と人口
2019年（平成31年）3月31日現在の世帯数と人口は以下の通りである。
| 町丁   | 世帯数  | 人口    |
| ------ | ------- | ------- |
| 代田町 | 430世帯 | 1,054人 |

### 人口の変遷
国勢調査による人口の推移
| 1995年（平成7年）  | 944人   | [ 6 ]  |  |
| 2000年（平成12年） | 926人   | [ 7 ]  |  |
| 2005年（平成17年） | 970人   | [ 8 ]  |  |
| 2010年（平成22年） | 980人   | [ 9 ]  |  |
| 2015年（平成27年） | 1,074人 | [ 10 ] |  |

## 学区
市立小・中学校に通う場合、学区は以下の通りとなる。また、公立高等学校に通う場合の学区は以下の通りとなる。
| 丁目         | 番・番地等 | 小学校             | 中学校             | 高等学校 |
| ------------ | ---------- | ------------------ | ------------------ | -------- |
| 代田町一丁目 | 全域       | 豊川市立代田小学校 | 豊川市立代田中学校 | 三河学区 |
| 代田町二丁目 | 全域       | 豊川市立代田小学校 | 豊川市立代田中学校 | 三河学区 |

## 施設
- 豊川市文化会館
- 豊川市立代田小学校
- 豊川市立代田中学校
- 豊川代田郵便局
- 代田公園

## その他

### 日本郵便
- 郵便番号 : 442-0841[4]（集配局：豊川郵便局[13]）。